# سیارک ۱۶۱۶۷
سیارک ۱۶۱۶۷ (به انگلیسی: 16167 Oertli، نامگذاری:2000AJ89) شانزده هزار و صد و شصت و هفتمین سیارک کشف شده‌است که در ۵ ژانویه ۲۰۰۰ کشف شد.
قدر مطلق سیارک برابر ۱۲.۹ است.